# Eva Verena Müller
Eva Verena Müller (* 1979 in Darmstadt) ist eine deutsche Schauspielerin.

## Leben

### Ausbildung und Theater
Eva Verena Müller absolvierte ihr Schauspielstudium von 2000 bis 2004 an der Folkwang-Hochschule in Essen. Während ihrer Ausbildung wirkte sie bereits in Produktionen am Düsseldorfer Schauspielhaus mit und gastierte am Rheinischen Landestheater Neuss.
Noch vor ihrem Abschluss erhielt sie ihr erstes Festengagement am Schlosstheater Moers, wo sie bis 2007 blieb, und Hauptrollen wie Ophelia und Antigone spielte. Für ihre Darstellung der Ophelia wurde sie 2004 als „Beste Nachwuchsschauspielerin NRW“ ausgezeichnet. In den Jahren 2007 und 2008 gastierte sie am Schauspiel Bonn. In der Spielzeit 2008/09 war als Iphigenie in Iphigenie auf Tauris mit dem Euro-Studio Landgraf auf Tournee.
Nach Arbeiten am Schauspiel Leipzig und beim Theater unterm Dach in Berlin, wo sie unter der Regie von Konstanze Lauterbach und Amina Gusner spielte, war sie von 2009 bis 2011 für zwei Spielzeiten festes Ensemblemitglied an den Bühnen der Stadt Gera.
In der Spielzeit 2010/11 trat sie erstmals am Schauspiel Dortmund auf. Ihr Debüt in Dortmund gab sie in der Inszenierung Visitor Q (Regie: Martin Laberenz), die 2011 zum NRW-Theatertreffen eingeladen wurde. Ab der Spielzeit 2011/12 gehörte sie bis 2019 fest zum Ensemble am Schauspiel Dortmund. Zur Spielzeiteröffnung 2011/12 spielte sie die Christine Linde in Ibsens Nora (Regie: Kay Voges). In den folgenden Spielzeiten stand sie dort u. a. in Inszenierungen von Marcus Lobbes, Andreas Beck und Claudia Bauer auf der Bühne. In der Spielzeit 2012/13 verkörperte sie die Tante Abby Brewster in einer Bühnenfassung des Filmklassikers Arsen und Spitzenhäubchen unter der Regie von Peter Jordan. In Kay Voges’ Hamlet-Inszenierung (Premiere: Spielzeit 2014/15) verkörperte sie die Titelfigur. Am Opernhaus Dortmund trat sie in Philip Glass’ Oper Einstein on the Beach (Premiere: April 2017) auf.
Am Staatstheater Hannover übernahm sie die Rolle des zur Hauptfigur aufgewerteten Teufels Samiel in Der Freischütz (Premiere: Dezember 2015) in einer bei Publikum, Politikvertretern und Kritikern umstrittenen Inszenierung der Oper von Kay Voges.
In der Spielzeit 2018/19 war sie Darstellerin in der Simultaninszenierung Die Parallelwelt, eine Ko-Produktion des Schauspiels Dortmund und des Berliner Ensembles, bei der sie neben Regisseur Kay Voges, Alexander Kerlin (Dramaturgie/Buch) erstmals auch als Autorin hervortrat.

### Film und Fernsehen
Eva Verena Müller stand auch für mehrere Kino- und zahlreiche Fernsehproduktionen vor der Kamera. Für das Kino arbeitete sie u. a. mit den Regisseurinnen Anja Jacobs („Einer wie Bruno“ 2010), Mathias Kutschmann („Radio Heimat“, 2015), Caroline Link („Der Junge muss an die frische Luft“, 2017) und Til Schweiger („Die Rettung der uns bekannten Welt“, 2020).
In der TV-Serie Heiter bis tödlich: Koslowski & Haferkamp (2014) spielte sie in einer durchgehenden Nebenrolle Sylvia Koslowski, die Ex-Frau des Privatermittlers Martin Koslowski (Sönke Möhring).
2017 übernahm sie eine Episodenrolle in der RTL-Serie Sankt Maik, in der sie die Geliebte von Berthold Erdmann (Sebastian Schwarz) spielte. In der 10. Staffel der ZDF-Serie SOKO Stuttgart (2018) übernahm sie eine der Episodenhauptrollen als Controllerin der Gesundheitsbehörde, von der Kommissar Stoll (Peter Ketnath)  Informationen erhält. 2019 stand sie im Drama über Magersucht Aus Haut und Knochen an der Seite von Oliver Mommsen vor der Kamera.
In der Fernsehreihe über die Gerichtsvollzieherin Billy Kuckuck (2019, 2021) verkörpert sie in der Rolle der Staatsanwältin und Juristin Susanne Hartmann die beste Freundin der weiblichen Hauptfigur.
2019 drehte sie die erste Staffel der Netflix-Serie Barbaren, in der sie Irimina, die Mutter der Hauptfigur Thusnelda verkörperte. 2021 übernahm sie die Rolle der Staatsanwältin Alexandra Lubowna in dem ZDF-Film Du sollst hören. Im selben Jahr stand sie für die zweite Staffel der Netflix-Serie Barbaren vor der Kamera. 2022 wirkte sie in der Disney+-Serie Die drei !!! als Mutter der Hauptfigur Franzi mit. 2023 spielte sie an der Seite von Jan Josef Liefers und Axel Prahl im Münsteraner Tatort Der Mann, der in den Dschungel fiel die Agentin und Partnerin von Stan Gould (Detlev Buck), Sabina Kupfer.

## Wissenschaft
2017 absolvierte Eva Verena Müller den Master-Abschluss in Umweltwissenschaften an der Universität Rostock. Ihre Masterarbeit widmete sie den Ökosystemdienstleistungen von Mooren. 2019 schloss sie ihre Promotion an, die sie 2022 an der Universität Trier mit dem Titel „Dr. rer. nat“ abschloss. In ihrer Doktorarbeit Analysis of forest-specific ecosystem services with regard to water balance components: runoff and groundwater formation, die in das EU-Projekt „Nutrient Cycling ECOSERV“ integriert war, spezialisierte sie sich auf die Hydrologie des Waldes. Seit 2022 ist sie Verantwortliche für den Bereich Hydrologie am Forschungsinstitut für Waldökologie und Forstwirtschaft (FAWF) in Trippstadt, Rheinland-Pfalz. Außerdem ist sie Sprecherin der Arbeitsgruppe „Wasserrückhalt im Wald“ der Deutschen Vereinigung für Wasserwirtschaft, Abwasser und Abfall e.V. (DWA), für die sie vor verschiedenen Expertengremien spricht.

## Privates
Eva Verena Müller, die über Erfahrung im Jazz Dance und Modern Dance verfügt, tritt gelegentlich auch als Sängerin (Mezzosopran) auf. Sie ist verheiratet und lebt in Bottrop.

## Filmografie (Auswahl)
- 2011: Einer wie Bruno (Kinofilm)
- 2014: Von der Müdigkeit des Glücks (Kurzfilm)
- 2014: Heiter bis tödlich: Koslowski & Haferkamp (Fernsehserie, Serienrolle)
- 2015: Alarm für Cobra 11 – Die Autobahnpolizei: Duell in der Wildnis (Fernsehserie, eine Folge)
- 2016: Wilsberg: Mord und Beton (Fernsehreihe)
- 2016–2017: Der Lehrer: (Fernsehserie, zwei Folgen)
- 2018: Sankt Maik: Eine fast sichere Bank (Fernsehserie, eine Folge)
- 2018: SOKO Stuttgart: Kollateralschaden (Fernsehserie, eine Folge)
- 2018: Der Junge muss an die frische Luft (Kinofilm)
- 2019: Billy Kuckuck – Eine gute Mutter (Fernsehreihe)
- 2019: Rosamunde Pilcher: Der magische Bus (Fernsehreihe)
- 2020: Meine Mutter will ein Enkelkind (Fernsehreihe)
- 2020: Billy Kuckuck – Aber bitte mit Sahne! (Fernsehreihe)
- 2020: Barbaren (Fernsehserie)
- 2021: Ein Fall für zwei: Die falsche Schlange (Fernsehserie, eine Folge)
- 2021: SOKO Köln: Alphatiere (Fernsehserie, eine Folge)
- 2021: Billy Kuckuck – Angezählt (Fernsehreihe)
- 2022: Tatort: Gier und Angst (Fernsehreihe)
- 2022: Du sollst hören
- 2022: Billy Kuckuck – Mutterliebe (Fernsehreihe)
- 2023: Tatort: Der Mann, der in den Dschungel fiel (Fernsehreihe)
- 2024: Mord mit Aussicht: Akte Waschbär (Fernsehserie, eine Folge)
- 2024: So weit kommt’s noch! (Fernsehfilm)
- 2025: Eine mit Herz – Familiengeheimnisse (Fernsehreihe)